# Nogometni klub Olimpija Ljubljana
Nogometni klub Olimpija Ljubljana, krajše NK Olimpija, ali samo Olimpija, je  slovenski nogometni klub.
Leta 2005 so zaradi finančnih težav takratne NK Olimpije ustanovili nov klub, NK Olimpija Bežigrad, ki je poskrbel za mlajše selekcije propadlega kluba. Kot novoustanovljen klub je začel tekmovanja v ligi 2. MNZ, ki je petorazredno nogometno tekmovanje v Sloveniji. S pomočjo nekdanjih igralcev stare Olimpije se je klub prebil v 1. ligo. Trenutno člansko moštvo kluba igra v 1. SNL pod imenom NK Olimpija Ljubljana, ki so ga zamenjali z imenom NK Olimpija Bežigrad. Prva leta je klub igral na stadionu v Šiški, avgusta 2010 pa se je preselil na Stadion Stožice. Olimpija je od leta 2005 osvojila tudi 4 naslove državnega prvaka.

## Zgodovina
Marca 2005 so pred razpadom "stare" Olimpije nekateri starši igralcev in trenerji nekdanje Olimpije ob pomoči Športne zveze Ljubljana ustanovili nov klub in ga poimenovali NK Bežigrad, klub pa je skrbel za mladinske ekipe nekdanje Olimpije. Nov klub je za sezono 2005/06 zbral moštvo za tekmovanje v najnižji ligi (na ravni Medobčinske nogometne zveze Ljubljana). Člansko moštvo so sestavljali veterani nekdanje Olimpije na čelu z Ubavičem, Patetom, Podgajskim, Kitičem, Komočarjem in drugimi ter v prvi sezoni pokorili konkurenco in se uvrstili v četrto ligo. V tem tekmovanju so z veliko prednostjo osvojili novo prvo mesto. Od 22 tekem so jih zmagali 19, še 3 tekme pa so se končale z neodločenim izzidom. Najboljša strelca ekipe sta bila Zoran Ubavič in Miran Pavlin 24 doseženimi zadetki. Ekspresno hitro je bilo tudi napredovanje v drugo, kjer se je klub dokončno preimenoval in iz Olimpije Bežigrad je nastala Olimpija Ljubljana in se še v isti sezoni uvrstil v prvo ligo. V sezoni 2009/10 je Olimpija znova zaigrala v Prvi Slovenski nogometni ligi in osvojila končno četrto mesto. V naslednjih sezonah večjih uspehov Olimpija ni dosegla, čeprav je v sezoni 2011/12 postala podprvak Slovenije, vendar s kar 20 točkami zaostanka za Mariborom sezono se je zaostanek zmanjšal in z 8 točkami zaostanka je Olimpija znova podprvak. V sezoni 2013/14 pa padec na 7 mesto na lestvici, vzdušje okoli kluba pa je bilo zelo slabo. V zadnji sezoni ere Izeta Rastoderja je Olimpija osvojila četrto mesto, pred začetkom nove sezone pa je Milan Mandarić odkupil klub od svojega predhodnika Rastoderja. V sezoni 2015/16 je Olimpija prvič po ustanovitvi kluba znova pokorila konkurenco v 1. SNL in osvojila prvi naslov državnega prvaka po 21 letih. Uspeh je ponovila v sezoni 2017/18, ko je bila Olimpija slovenski ligaški in pokalni prvak. V sezoni 2018/19 je Olimpija dosegla dotedaj največji uspeh na evropskih prizoriščih. Po nesrečno prejetem domačem golu so sicer izpadli iz kvalifikacij za Ligo prvakov proti FK Qarabag (Azerbaijan), kasneje pa v kvalifikacijah preko prepričljivih zmag proti Crusaders in HJK Helskinki prišli do play offa za vstop v skupinski del Evropske lige.Tam jih je pričakala slovaška ekipa in aktualni prvak Slovaške, FK Spartak Trnava, ki se je na koncu izkazala za premagljivega tekmeca, ampak kljub temu so po domačem porazu z 0-2 in gostujočem remiju 1-1 izpadli in se tako poslovili od Evrope. Naslednja lovorika kluba je na vrsto prišla 30. maja 2019, ko so “zmaji” znova postali pokalni prvaki, enak uspeh pa jim je uspel še v sezoni 2020/21. Naslednji pomemben mejnik se je zgodil jeseni 2021, ko je Adam Delius klub odkupil od dosedanjega lastnika Milana Mandarića.Dvojno krono v Sloveniji so po 5 letih ponovili v sezoni 2022/23, ko so z veliko prednostjo na koncu sezone pokorili celotno konkurenco s trenerjem Albertom Riero na čelu. V sezoni 2023/24 je Olimpija dosegla največji uspeh kluba v evropskih tekmovanjih. V 1. krogu kvalifikacij za UEFA ligo prvakov so brez večjih težav izločili latvijsko Valmiero. Prvi resnejši izziv pa je prišel v 2. krogu, ko so se “zmaji” pomerili z bolgarskim Ludogorcem. S skupnim rezultatom 3-2 so se veselili zmage in tako napredovali v 3. krog kvalifikacij za ligo prvakov, kjer jih je pričakal najmočnejši tekmec do sedaj, turški Galatasaray. Ta se je vendarle izkazal za premočno oviro in nogometaši Olimpije so s skupnim izidom 0-4 izpadli v play-off kvalifikacij za UEFA Evropsko ligo. Pomerili so se proti FK Qarabag (Azerbaijan), ki pa jih je premagal z rezulatatom 1-3. Tako so se “zmaji” v sezoni 2023/24 prvič v zgodovini uvrstil v skupinski del UEFA Konferenčne lige in s tem dosegel enega največjih uspehov v zgodovini kluba.

## Uradna navijaška skupina
Green Dragons so ljubljanska navijaška skupina, ki je bila ustanovljena leta 1988, prva tekma navijaške skupine je bila jeseni tega leta proti NK Priština, tedaj se je prvič tudi pojavil transparent z imenom "Green Dragons". V prvih letih so bili prisotni le na nogometnih tekmah NK Olimpija, v začetku devetdesetih let pa so začeli obiskovati tudi hokejske tekme HK Olimpija in košarkarske tekme KK Olimpija. V letu 2023 so praznovali okroglih 35 let od ustanovitve skupine in začetka organiziranega navijanja za klube pod imenom Olimpija.

## Trenutna prva ekipa[1]
Člani prve ekipe:
Podatki prenešeni s spletne strani https://nkolimpija.si/prva-ekipa/igralci/dne 26. julij 2025.

### VRATARJI:
- 31 Tijan Vasić
- 36 Gal Lubej Fink[2]
- 52 Matevž Dajčar
- 69 Matevž Vidovšek[3]

### BRANILCI:
- 16 Ahmet Muhamedbegović[4]
- 15 Marko Ristić[5]
- 44 Matej Dvoršak[6]
- 21 Manuel Pedreno[7]
- 33 Jordi Govea
- 30 Jan Gorenc
- 4 Veljko Jelenković
- 3 Jošt Urbančič
- 28 Diogo Almeida
- 27 Frederic Ananou

### VEZISTI:
- 34 Augustin Doffo  - KAPETAN
- 23 Diogo Pinto
- 88 Charles Thalisson
- 80 Peter Agba
- 9 Dino Kojić
- 45 Mateo Ačimović
- 16 Jurgen Çelhaka

### NAPADALCI:
- 99 Antonio Marin
- 37 Pedro Lucas Schwaizer
- 24 Reda Boultam
- 19 Ivan Durdov
- 18 Marko Brest
- 11 Alex Blanco
- 24 Alex Matthias Tamm
- 10 Dimitar Mitrovski
- 2 Admir Bristrić
- 20 Nemanja Motika

### Zadnji prestopi (julij 2025):
PRIHODI:
- Dimitar Mitrovski
- Jošt Urbančič
- Diogo Almeida
- Veljko Jelenković
- Frederic Ananou
- Jan Gorenc
- Matevž Dajčar
- Admir Bristrić  (konec posoje)
- Nemanja Motika  (konec posoje)

ODHODI:
- Raul Alexander Florucz
- Justas Lasickas
- Jorge Silva
- Marcel Ratnik
- David Sualehe
- Denis Pintol  (posoja)

## Strokovni del ekipe[8]

### Zdravniška ekipa
Podatki z dne 19. julij 2025 iz spletne strani NK Olimpija.
| Poklic          | Ime        | Državljanstvo |
| --------------- | ---------- | ------------- |
| Fizioterapevtka | Riva Milić | Hrvaška       |
| Fizioterapevt   | Žiga Benko | Slovenija     |
| Fizioterapevt   | Luka Levec | Slovenija     |

## Znani igralci
| - Dejan Kelhar (2005) - Zoran Ubavič (2005−2008) - Miran Pavlin (2005−2009) - Robert Volk (2005−2009) - Željko Milinovič (2006−2007) - Edi Bajrektarevič (2006−2008) - Aleš Čeh (2006−2009) - Mladen Rudonja (2007−2009) - Amir Karič (2007−2009) - Miha Šporar (2007−2010) | - Sebastjan Cimirotič (2007−2011) - Željko Mitrakovič (2008−2009) - Muamer Vugdalič (2008−2009) - Agim Ibraimi (2008−2010) - Senad Tiganj (2009) - Jalen Pokorn (2009−2010) - Igor Lazič (2009−2010) - Jan Oblak (2009−2010) - Damir Botonjič (2009−2011) - Ermin Rakovič (2010) - Damjan Ošlaj (2010−2011) | - Tomo Šokota (2010−2011) - Zoran Zeljkovič (2010−2011) - Dare Vršič (2010–2012) - Dragan Čadikovski (2011) - Aleksander Šeliga (2011–) - Nikola Nikezić (2012–2014) - Etien Velikonja (2016–2017) - Andraž Kirm (2016–2017) - Branko Ilić (2016–2019) - Timi Max Elšnik (2020-2024) |

### Upokojene številke
- 5 (Marko Elsner, od leta 2019)[9]
- 7 (Danilo Popivoda, od leta 2021)[10]

## Trenerji
| Trener             | Obdobje                               |  | Lovorike         |
| ------------------ | ------------------------------------- |  | ---------------- |
| Primož Gliha       | 2005 – 2007                           |  | 5. liga, 4. liga |
| Janez Pate         | julij 2007 – junij 2009               |  | 3. liga, 2. liga |
| Branko Oblak       | julij 2009 – avgust 2009              |  |                  |
| Robert Pevnik      | september 2009 – maj 2010             |  |                  |
| Safet Hadžić       | julij 2010 – avgust 2010              |  |                  |
| Dušan Kosič        | oktober 2010 – december 2011          |  |                  |
| Bojan Prašnikar    | december 2011 – april 2012            |  |                  |
| Ermin Šiljak       | april 2012 – avgust 2012              |  |                  |
| Andrej Razdrh      | avgust 2012 – oktober 2013            |  |                  |
| Milorad Kosanović  | 21. oktober 2013 – 30. april 2014     |  |                  |
| Darko Karapetrovič | 30. april 2014 – junij 2015           |  |                  |
| Marijan Pušnik     | 10. junij 2015 – 15. december 2015    |  |                  |
| Marko Nikolić      | 11, januar 2016 – 18. april 2016      |  |                  |
| Rodolfo Vanoli     | 22. april 2016 – 31. avgust 2016      |  | 1. SNL           |
| Luka Elsner        | 2. september 2016 – 9. marec 2017     |  |                  |
| Marijan Pušnik     | 9. marec 2017 – 3. april 2017         |  |                  |
| Safet Hadžić       | 4. april 2017 – 31. maj 2017          |  |                  |
| Igor Bišćan        | 2. junij 2017 – 6. junij 2018         |  | 1. SNL, Pokal    |
| Ilija Stolica      | 11. junij 2018 – 31. julij 2018       |  |                  |
| Aleksandar Linta   | 31. julij 2018 – 26. avgust 2018      |  |                  |
| Zoran Barišić      | 4. september 2018 – 12. december 2018 |  |                  |
| Robert Pevnik      | 8. januar 2019 – 12. april 2019       |  |                  |
| Safet Hadžić       | 12. april 2019 – 15. junij 2020       |  | Pokal            |
| Dino Skender       | 19. junij 2020 – 8. januar 2021       |  |                  |
| Goran Stanković    | 11. januar 2021 – 16. junij 2021      |  | Pokal            |
| Savo Milošević     | 16. junij 2021 – 10. oktober 2021     |  |                  |
| Dino Skender       | 10. oktober 2021 – 20. marec 2022     |  |                  |
| Robert Prosinečki  | 22. marec 2022 – 1. julij 2022        |  |                  |
| Albert Riera       | 4. julij 2022 - 20. maj 2023          |  | 1. SNL, Pokal    |
| Joao Henriques     | 15. junij 2023 - 12. oktober 2023     |  |                  |
| Zoran Zeljković    | 18. oktober 2023 - 6. maj 2024        |  |                  |
| Víctor Sánchez     | 5. junij 2024 - 13. junij 2025        |  | 1. SNL           |
| Jorge Simão        | 13. junij 2025 - 5. avgust 2025       |  |                  |
| Erwin van de Looi  | 11. avgust 2025 - danes               |  |                  |

## Rekordi*
- Največ osvojenih točk v eni sezoni: 80; v sezoni 2017-18.
- Najmanj osvojenih točk v eni sezoni: 42; v sezoni 2013-14.
- Največ golov v eni sezoni: 75; v sezoni 2015-16.
- Najmanj golov v eni sezoni: 38; v sezoni 2013-14.
- Največ prejetih zadetkov v eni sezoni: 56; v sezoni 2013-14.
- Najmanj prejetih zadetkov v eni sezoni: 17; v sezoni 2017-18.
- Najboljša gol razlika v eni sezoni: +55; v sezoni 2015-16.
- Najslabša gol razlika v eni sezoni: -18; v sezoni 2013-14.

*rekordi se nanašajo na sezone v 1. ligi (od sezone 2009-10)

## Dosežki[12]
| Ime tekmovanja              | Št. zmag | sezona                             |
| --------------------------- | -------- | ---------------------------------- |
| Prva Liga                   | 4        | 2015-16, 2017-18, 2022-23, 2024-25 |
| 2. SNL                      | 1        | 2008-09                            |
| 3. SNL                      | 1        | 2007-08                            |
| Regionalna Ljubljanska liga | 1        | 2006-07                            |
| MNZ Liga                    | 1        | 2005-06                            |
| Pokal Pivovarne Union       | 4        | 2017-18, 2018-19, 2020-21, 2022-23 |

| Ime Tekmovanja        | Kvalificiral v turnir | sezona           |
| --------------------- | --------------------- | ---------------- |
| UEFA Konferenčna Liga | 2                     | 2023-24, 2024-25 |